# 朱有勇
朱有勇（1955年11月16日—），男，云南个旧人，中国植物病理学专家，云南农业大学校长。

## 生平
朱有勇是云南省个旧市卡房镇人。文革中，高中毕业的朱有勇下乡到农村当知青。1977年恢复高考后考入云南农业大学植物保护专业，1982年毕业于云南农业大学植物保护学院，此后留校任教，又师从段永嘉和陈海如，攻读植物病理学硕士学位。2000年获中国农业大学博士学位。2006年获得首届“兴滇人才奖”。2011年当选为中国工程院院士。
2015年，中国工程院确定澜沧县作为院士专家科技扶贫点，朱有勇率团队进驻澜沧县，根据当地的自然条件决定在该县发展冬季马铃薯，2017年4月首次收获。2016年他又开始在当地的思茅松林种植林下三七，种植面积2018年已接近7000亩。此后，朱有勇又在澜沧县对当地农民开办了24个技能班，他本人也被称为“农民院士”。2018年2月24日，当选为第十三届全国人大代表。